# Arnošt Paderlík
Arnošt Paderlík (1. prosince 1919 Nučice u Prahy – 1. června 1999 Praha) byl český malíř, sochař, grafik a pedagog.

## Život
Narodil se v Nučicích nedaleko Berouna na západ od Prahy. Studoval v letech 1937–1943 uměleckoprůmyslovou školu u Františka Kysely. Záhy vstoupil do skupiny Sedm v říjnu, v roce 1943 do SVU Mánes a o dva roky později do SČUG Hollar. Od roku 1963 vyučoval na Akademii výtvarných umění v Praze. Jeho rané dílo je poznamenáno odporem k válce a nese se v expresivním duchu, po válce se vyjádření zjemňuje a hlavním tématem se stává zátiší v picassovském stylu (Koláček a hrnek, 1947), další pole, kde se uplatnil, byla knižní ilustrace, z nich zejména vynikla například ta k biblické Písni písní (1964). V pozdějších letech se začal věnovat také plastice, vycházel z české barokní tradice.
V letech 1939-1941 byl členem skupiny Sedm v říjnu. Zúčastnil se 28. Benátského Bienále (1956), 4. bienále v Sao Paulu (1957), 1. trienále India v New Delhi (1968) a 7. sochařského bienále v Middelheimu (1968). V letech 1963-1986 vedl Ateliér figurální a monumentální malby na Akademii výtvarných umění v Praze.

## Počátky umělecké tvorby (1936–1939)
Poprvé vystavoval v roce 1936 s výtvarníky Mladé kultury ve Smetanově muzeu v Praze. V letech 1937–1943 studoval na Uměleckoprůmyslové škole v Praze u profesora Františka Kysely. V roce 1938 začal pracovat v ateliéru sochaře Vincence Makovského. Na jeho popud se následujícího roku stal jeho asistentem na Baťově škole umění ve Zlíně.

## Sedm v říjnu (1939–1941)
V roce 1939 se Arnošt Paderlík stal zakládajícím členem výtvarné skupiny Sedm v říjnu. Jejími dalšími členy byli malíři Josef Liesler, Václav Hejna, Václav Plátek, Zdeněk Seydl a sochař Jan Rafael Michálek. Na první společné výstavě v Topičově salonu v Praze vystavovali také fotograf Jan Lukas a fotografka Věra Gabrielová. Na druhé výstavě v roce 1940 ke skupině přistoupil malíř František Jiroudek. Jejím teoretikem byl Pavel Kropáček. Skupina plánovaně zanikla s třetí výstavou v roce 1941.
Tvorba Sedmi v říjnu je dávána do souvislosti s reakcí na okupaci a počátek války. V dílech Arnošta Paderlíka z této doby se zpočátku mísily lyrické a melancholické nálady, avšak pozdější obrazy ze souboru Lidé s náměty lidí bez domova byly nepopiratelnými alegoriemi situace člověka v době války.

## Obrazy s protiválečnou tematikou (1943–1945)
V období protektorátu Paderlík často koncipoval obrazy jako jinotajná zátiší z malířského či sochařského ateliéru, kde rekvizity odkazovaly k utrpení člověka ve válečné době. Na přehlídce 99 v Topičově salonu v roce 1943 vystavil obraz Tragédie, namalovaný v reakci na vyhlazení Lidic. V témže roce uspořádal spolu se Zdeňkem Seydlem první samostatnou výstavu v malé síni Mánesa a byl přijat do Spolku výtvarných umělců Mánes. Na následné výroční výstavě spolku vystavil opět soubor maleb s protiválečnou tematikou, mimo jiné obrazy U okna (1944) či Nokturno (1944).

## Problematika zátiší (1946–2001)
Malířská tvorba Arnošta Paderlíka vyrůstala z odkazu francouzských a španělských modernistů, zejména Pabla Picassa a Georgese Braquea, vlastní výraz však nalezl v invariantních zátiších z domácího prostředí.
V obrazech jako Chlapec s beránkem (1961) a Děvče s beránkem (1963) dospěl k symbolické konfrontaci lásky a smrti. Vedle malby se Paderlík soustavně věnoval kresbě, v průběhu 60. let zejména kresbám ženských aktů. Jádrem Paderlíkova díla ovšem bylo zátiší. Zájem o tento žánr byl zřejmý již v 1. polovině 40. let, zásadní obrat v jejich poetice však nastal v 2. polovině desetiletí. V obrazech jako Kuchyňské zátiší (1946) či Koláč a vařečka (1947) definoval základní motivický rejstřík své malby a ideovou orientaci na krásu obyčejných věcí a domova. Zátišími z konce 40. a počátku 50. let se vyhýbal explicitním politickým tématům socialistického realismu, optimisticky laděné výjevy z domácnosti však odpovídaly jeho civilnější linii oslavující život prostých lidových vrstev. V závěru 50. let se zátiší stalo součástí komplikovanějších kompozic, v nichž usiloval o jejich syntézu s figurací (např. Návštěva v ateliéru, 1958). Těmi se také přihlásil k dobovému znovuobjevování vazeb s moderním uměním.
Od 60. let se vývoj Paderlíkovy malby odvíjel od zkoumání skladebných možností zátiší s víceméně uzavřeným rejstříkem stavebních prvků. Koláče, noviny, hrušky a jiné ovoce umisťoval na obdélné desky stolů před plošná pozadí. Dekorativní skladba plošných plánů souvisle spěla k radikálnějším řešením až do 90. let, kdy vznikl např. výrazně redukovaný obraz Interiér (1991). Návrat k námětu malířských a sochařských ateliérů mu umožnil začlenit „obraz do obrazu“  nebo zapojit figurální motiv, zejména ženský akt (např. Pracovní stůl v ateliéru, 1980 a Malá soukromá pláž, 1987). Teprve v 90. letech do jeho lyrického intimismu začaly pronikat náznaky melancholie (Vítr v ateliéru, 1998). 

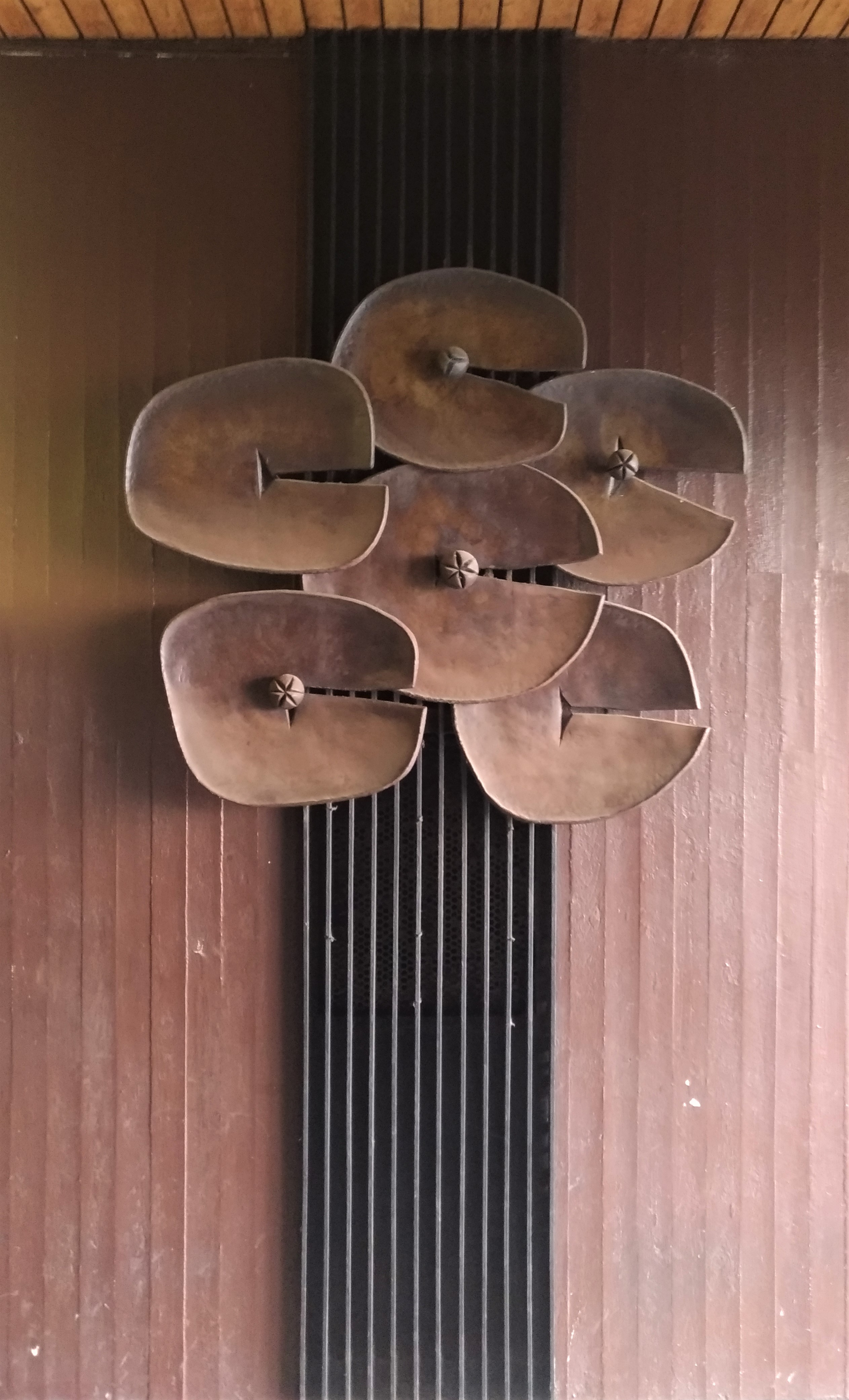
Arnošt Paderlík, Lekníny, 1973, keramická plastika, pasáž Obchodního domu Kotva, Praha

## Objekty, plastiky a realizace v architektuře (1955–1977)
Třebaže se plastikami prezentoval již se Sedmi v říjnu, jeho zájem o ně akceleroval až v 50. a 60. letech. Ke kovovým figurativním objektům z 2. poloviny 50. let ho inspirovaly Picassovy objekty z běžných předmětů. V následujícím desetiletí Paderlík usiloval o tvarově sevřenou plastiku s  předlohami ve schoulených ženských figurách a ovoci. V 70. letech Paderlík provedl několik veřejných realizací, keramiku Lekníny na stěnu Obchodního domu Kotva (1973), abstraktní Památník Vojenského oddílu Železo (odbojové organizace) v Nučicích (1975) nebo figurativní bronz Fontána v hotelu Thermal v Karlových Varech (1977). V roce 1965 byly jeho práce zařazeny na důležitou kolektivní přehlídku Objekt v Galerii Václava Špály v Praze.          

## Ilustrace a scénografie
Již v letech 1940–1945 Paderlík ilustroval verše Kamila Bednáře, Josefa Hiršala nebo Františka Hrubína. Za kresby k románu Maxima Gorkého Matka obdržel Státní cenu Klementa Gottwalda (1952), čestná uznání v soutěži o nejkrásnější knihu roku získal za doprovod románu Sbohem armádo Ernesta Hemingwaye (1965), Homérovu Odysseiu (1968) a výbor poezie Jiřího Ortena Tisíc nahých trápení (1985). Za ilustrace k Šalamounově Písni písní byl oceněn zlatou medailí na knižním veletrhu v Lipsku a stříbrnou medailí v Sao Paulu (obě 1965).
Od konce 30. do začátku 50. let se příležitostně věnoval scénografii. Např. pro pražskou Unitarii vytvořil scénu pro hru Moje dáma Pedra Calderón de la Barca (1939, režie: Pavel Tigrid), pro Prozatímní divadlo scénu Kavalíra Páně Miloše Hlávky (1943). Spolupracoval rovněž s Divadélkem pro 99 v podzemním sálu Topičova salonu.

## Politický postoj
Byl aktivní komunista. V roce 1946 podepsal prokomunistické „Májové poselství kulturních pracovníků českému lidu!“ publikované před parlamentními volbami do Národního shromáždění. Tento předvolební manifest podepsalo celkem 843 kulturních pracovníků a komunisté volby vyhráli. V roce 1948 podepsal výzvu prokomunistické inteligence Kupředu, zpátky ni krok!, jež byla vydána dne 25. února 1948 na podporu komunistického převratu. V březnu 1948 zasedal (pod vedením Jana Drdy) v předsednictvu Ústředního akčního výboru Národní fronty. V roce 1977 podepsal „Antichartu“. Komunistickým režimem byl oceňován.

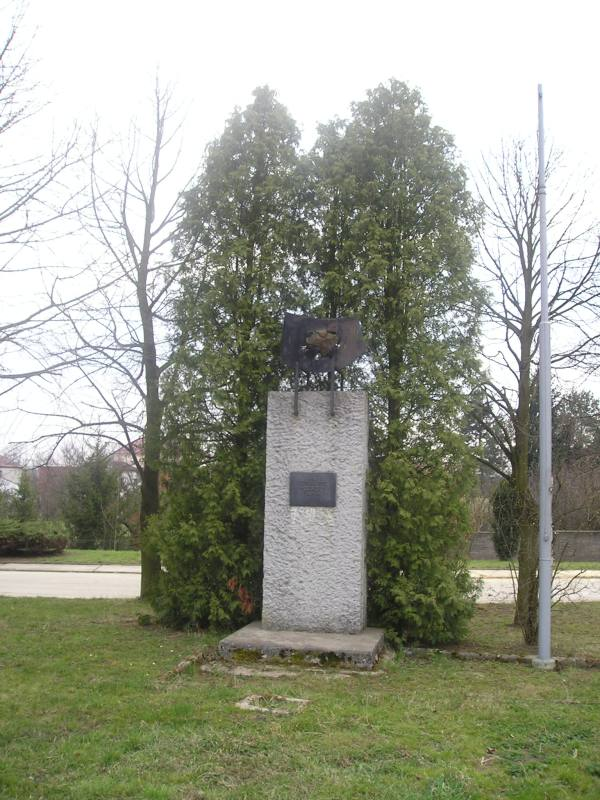
Pomník vojenskému oddílu Železo v Nučicích (1975)

## Ocenění
- 1952, 1955 – Státní cena Klementa Gottwalda
- 1972 – zasloužilý umělec
- 1979 – vyznamenání Za zásluhy o výstavbu
- 1981 – národní umělec[6]

## Významné výstavy
- 1943 Arnošt Paderlík, Zdeněk Seydl. Mánes, Praha
- 1945 Arnošt Paderlík: Kresby, monotypy, suché jehly. Grafický kabinet Leopold Mazáč (Kabinet grafického umění) – Mazáčova výstavní síň, Praha
- 1948 Arnošt Paderlík: Obrazy. Mánes, Praha
- 1949 Arnošt Paderlík. Topičův salon, Praha
- 1956 Arnošt Paderlík: Kresby, oleje a ilustrace. Kabinet umění, Brno
- 1956 Arnošt Paderlík: Drobné oleje a kresby. Galerie Českého fondu výtvarných umění, Praha
- 1961 Arnošt Paderlík. Galerie Václava Špály, Praha
- 1968 Arnošt Paderlík. Galerie Československý spisovatel, Praha
- 1970 Arnošt Paderlík. Mánes, Praha
- 1977 Arnošt Paderlík: Práce z let 1971–1977. Mánes, Praha
- 1987 Arnošt Paderlík: Tvorba 1977–1987. Staroměstská radnice, Praha
- 1989 Arnošt Paderlík. Výstavní síň Emila Filly, Ústí nad Labem
- 2001 Arnošt Paderlík. Mánes, Praha a Dům umění, Ostrava
- 2018 Arnošt Paderlík: Retrospektiva. Severočeská galerie výtvarného umění v Litoměřicích
- 2019 Arnošt Paderlík: Kresby a grafiky. Galerie Millenium, Praha
- 2019 Arnošt Paderlík: Obrazy, Galerie Art Praha, Praha
- 2019 Arnošt Paderlík: Ilustrace, Národní knihovna České republiky v Praze[7]